# Доамна
Доамна (рум. Doamna) — село у повіті Нямц в Румунії. Адміністративно підпорядковане місту П'ятра-Нямц.
Село розташоване на відстані 277 км на північ від Бухареста, 3 км на захід від П'ятра-Нямца, 99 км на захід від Ясс.

## Населення
За даними перепису населення 2002 року у селі проживали 177 осіб, усі — румуни. Усі жителі села рідною мовою назвали румунську.